# Украинские переводы Библии
Перево́ды Би́блии на украи́нский язы́к — переводы библейских текстов на украинский язык, осуществлённые на разных этапах истории Украины.

## Переводы Евангелия
Первым из библейских текстов переводилось Евангелие. Считается, что начало положено Пересопницким, созданным в 1556—1561 годах сыном протопопа Михаилом Василевичем и архимандритом Григорием по заказу княгини Анастасии Заславской. В настоящее время эта книга является национальным символом, на котором, вступая в должность, президенты Украины дают присягу. Написано на одном из вариантов западнорусского языка (который в приписке к самому Евангелию называется «мова рѹская»), называемом советскими и украинскими учёными староукраинским.
Позднее появились Евангелия: Василия Тяпинского (1570—1580), Житомирское (1571), Негалевского (1581), Литковское (1595) и ряд других. Эти переводы базировались на лютеранских текстах Нового Завета, таких переводчиков, как Секлюциан (1533) и С. Будный (1570). Отдельные отрывки известны в переводе И. Галятовского (1688).
В 1860 году перевод Нового Завета был сделан Ф. Морачевским, однако в 1863 году Валуевский циркуляр запретил подобные издания, и он увидел свет лишь в 1906 году — после начала Первой русской революции. Известны также переводы Я. Левицкого (1921), М. Кравчука (1937) и Т. Галущинского (1946).

## Переводы Библии
Первый полный перевод всего Священного Писания был начат в 1860 году Пантелеймоном Кулишем, но рукопись сгорела во время пожара. Вторая попытка осуществлялась уже совместно с Иваном Пулюем, который известен переводом Псалтири, и Иваном Нечуй-Левицким. Книга выпущена в свет Британским библейским обществом в феврале 1904 года.
Второй полный перевод Библии принадлежит митрополиту Илариону (И. Огиенко). В первоначальной редакции перевод четырёх Евангелий он выполнил, проживая в Галиции (1922—1926) в городах Винники и Львове. Ветхий Завет переведён с еврейского текста «Biblia Hebraica Stuttgartensia», а Новый — по греческому тексту «Novum Testamentum Graece» в редакции Нестле-Аланда. Полностью работа была завершена летом 1940 года, но опубликована лишь в июле 1962 года.
Перевод, сделанный грекокатолическим священником И. Хоменко (1963), является официальным богослужебным украинским переводом в Католической церкви. Помимо официальной римской редакции, правками которой переводчик остался недоволен, издавалась и оригинальная версия Нового Завета. Ветхий Завет, в отличие от предыдущих украинских переводов, содержит переведённые с Септуагинты второканонические книги (в объёме католического канона).
Четвёртый полный перевод Библии был осуществлён грекокатолическим архимандритом Рафаилом Турконяком по заказу Украинского Библейского общества (Новый Завет издан в 1997 году; Ветхий, полностью сделанный, в отличие от других украинских переводов, не с еврейского текста, а с Септуагинты, — в 2007).
В 2013 году вышло первое издание Библии в переводе пятидесятнического пастора Александра Гижи (работа над ним велась в 1993—2006 годах), ставшем пятым полным украинским переводом Библии с языков оригинала.
Шестой полный украинский перевод Библии издан Украинским Библейским обществом в 2020 году с подзаголовком «Современный перевод». В отличие от перевода Рафаила Турконяка, ветхозаветная часть переведена с еврейского масоретского текста. 
Также изданы перевод на украинский с русского синодального перевода под авторством Филарета (Денисенко) (2004) и украинский Перевод нового мира Свидетелей Иеговы (2014), выполненный с английского эталонного текста и в силу своих особенностей являющийся внутриконфессиональным проектом.